# Niaogho
Niaogho è un dipartimento del Burkina Faso classificato come comune, situato della Provincia  di Boulgou, facente parte della Regione del Centro-Est.
Il dipartimento si compone del capoluogo e di altri 7 villaggi: Bassindingo, Gozi, Ibogo, Niaogho-Peulh, Niarba, Sondogo e Tengsoba.